# Guardando il cielo (album Arisa)
Guardando il cielo è il quinto album in studio della cantante italiana Arisa, pubblicato il 12 febbraio 2016 dalla Warner Music Italy.

## Tracce
1. Voce – 3:01 (Giuseppe Anastasi)
2. Guardando il cielo – 3:44 (Giuseppe Anastasi)
3. L'amore della mia vita – 3:41 (testo: Giuseppe Anastasi, Cheope – musica: Federica Abbate)
4. Fidati di me – 3:27 (Giuseppe Anastasi)
5. Lascerò – 4:13 (testo: Giuseppe Anastasi, Stefano Galafate Orlandi – musica: Stefano Galafate Orlandi)
6. Come fosse ieri – 3:22 (testo: Arisa – musica: Federica Abbate, Luigi Florio)
7. Una notte ancora – 3:21 (testo: Arisa – musica: Andy Ferrara)
8. Una donna come me – 2:50 (testo: Cheope – musica: Federica Abbate)
9. Gaia – 4:03 (Giuseppe Anastasi)
10. Cuore (Heart) – 3:24 (testo: Carlo Rossi – musica: Barry Mann, Cynthia Weil) – originariamente interpretata da Rita Pavone
11. Per vivere ancora – 2:53 (Giuseppe Anastasi)

## Formazione
- Arisa – voce
- Nicola Oliva – chitarra
- Luca Visigalli – basso
- Giuseppe Barbera – tastiera, pianoforte
- Massimo Tagliata – fisarmonica
- Pietro Frigerio, Nicolò Fragile – programmazione
- Diego Corradin – batteria
- Piero Orsini – contrabbasso
- Miriam Farina – arpa
- Davide D'Errico – clarinetto

## Classifiche
| Classifica (2016) | Posizione massima |
| ----------------- | ----------------- |
| Italia            | 16                |